# Leichtathletik-Weltmeisterschaften 2017/Teilnehmer (Argentinien)
| Gelbes Symbol für Goldmedaillen mit stilisierten Olympischen Ringen | Graues Symbol für Silbermedaillen mit stilisierten Olympischen Ringen | Braundes Symbol für Bronzemedaillen mit stilisierten Olympischen Ringen |
| ------------------------------------------------------------------- | --------------------------------------------------------------------- | ----------------------------------------------------------------------- |
| —                                                                   | —                                                                     | —                                                                       |

Vom Leichtathletikverband Argentiniens wurden drei Athletinnen und sieben Athleten für die Leichtathletik-Weltmeisterschaften 2017 in London nominiert.

## Ergebnisse

### Männer

#### Laufdisziplinen
| Athlet               | Disziplin    | Vorlauf        | Vorlauf | Halbfinale         | Halbfinale         | Finale             | Finale             |
| Athlet               | Disziplin    | Zeit           | Platz   | Zeit               | Platz              | Zeit               | Platz              |
| -------------------- | ------------ | -------------- | ------- | ------------------ | ------------------ | ------------------ | ------------------ |
| Leandro Paris        | 800 m        | 1:47,09 min PB | 25      | nicht qualifiziert | nicht qualifiziert | nicht qualifiziert | nicht qualifiziert |
| Federico Bruno       | 1500 m       | 3,43 min       | 19      | nicht qualifiziert | nicht qualifiziert | nicht qualifiziert | nicht qualifiziert |
| Mariano Mastromarino | Marathon     |                |         |                    |                    | DNF                | DNF                |
| Guillermo Ruggeri    | 400 m Hürden | 49,69 s NR     | 15      | DSQ                | DSQ                | –––                | –––                |
| Juan Manuel Cano     | 20 km Gehen  |                |         |                    |                    | 1:24,49 h          | 46                 |

#### Sprung/Wurf
| Athlet              | Disziplin      | Qualifikation | Qualifikation | Finale             | Finale             |
| Athlet              | Disziplin      | Weite/Höhe    | Platz         | Weite/Höhe         | Platz              |
| ------------------- | -------------- | ------------- | ------------- | ------------------ | ------------------ |
| Germán Chiaraviglio | Stabhochsprung | 5,45 m        | 20            | nicht qualifiziert | nicht qualifiziert |
| Braian Toledo       | Speerwurf      | 75,29 m       | 28            | nicht qualifiziert | nicht qualifiziert |

### Frauen

#### Laufdisziplinen
| Athletin      | Disziplin        | Vorlauf        | Vorlauf | Halbfinale | Halbfinale | Finale       | Finale |
| Athletin      | Disziplin        | Zeit           | Platz   | Zeit       | Platz      | Zeit         | Platz  |
| ------------- | ---------------- | -------------- | ------- | ---------- | ---------- | ------------ | ------ |
| Rosa Godoy    | Marathon         |                |         |            |            | 2:49,30 h SB | 62     |
| Belén Casetta | 3000 m Hindernis | 9:35,78 min AR | 12      |            |            | 9:25,99 AR   | 11     |

#### Sprung/Wurf
| Athletin          | Disziplin  | Qualifikation | Qualifikation | Finale             | Finale             |
| Athletin          | Disziplin  | Weite/Höhe    | Platz         | Weite/Höhe         | Platz              |
| ----------------- | ---------- | ------------- | ------------- | ------------------ | ------------------ |
| Jennifer Dahlgren | Hammerwurf | NMW           | NMW           | nicht qualifiziert | nicht qualifiziert |